# Sudan bojilo
Sudan bojilo ili sudansko bojilo je umjetno (sintetički) proizvedeno topljivo bojilo. Žuta, narančasta i crvena vrsta su azo-bojila, plave vrste su antrakinonska bojila, a zelene smjese azo i antrakinonskih boja. Topivi su u ugljikovodicima, uljima, mastima i voskovima te se stoga koriste za njihovo bojenje.

## Monoazo-bojila
Monoazo-bojila, koja imaju opću jednadžbu A → E mogu biti u vodi topljiva ili netopljiva. Ako komponente od kojih se bojilo priprema ne sadrže karboksilnih, sulfonskih ili sulfonamidnih grupa, dobivaju se bojila netopljiva u vodi. Takva monoazo-bojila spadaju među disperzijska bojila (na primjer 2-klor-4-nitranilin → N-etil-N-hidroksietilanilin, njem. Cellitonechtrubin B, C.I. 11115), pigmentna bojila (na primjer 4-klor-2-nitranilin o-klor-acetoacetanilid, Hansa žuta 10 G, C.I. 11710; 2-klor-4-nitranilin → β-naftol, njem. Permanentrot R, C.I. 12085; 2,5-dikloranilin → anilid β-hidroksinaftojeve kiseline, njem. Permanentrot FRR ex., C.I. 12310), ili bojila topljiva u organskim otapalima, uljima i mastima (na primjer anilin dimetilanilin, sudan žuta GG, C.I. 11020; o-anisidin → β-naftol, sudan crvens G, C.I. 12150). Samo neka od takvih monoazo-bojila su zbog prisutnosti hidroksilnih grupa u alkalnom mediju topljiva u vodi i upotrebljiva kao močilna bojila (na primjer p-aminofenol pirogalol, njem. Chromrotbraun 3 RD, C.I. 11965). Najveći dio u vodi topljivih monoazo-bojila pripada kiselim bojilima (primjeri: metanilna kiselina → difenilamin, metanil žuta, C.I. 13056; sulfanilna kiselina → β-naftol, narančasta II, C.I. 15510; smjesa naftionske i Laurentove kiseline → β-naftol, njem. Echtrot AV, C.I. 15620 i 15625; sulfanilna kiselina → 3-karboksi-l- (p-sulfofenil)-pirazolon, tartrazin O, C.I. 19140; 2,4-ksilidin → R-kiselina, Ponceau 2R, C.I. 16150; anilin → N-acetil-H-kiselina, njem. Amidonaphtholrot G, C.I. 18050; 5-nitro-o-anisidin → fenil-γ-kiselina, njem. Supraminbraun R, C.I. 17605). Nadalje čine močilna bojila i bojila za naknadno kromiranje velik dio topljivih monazo-bojila (primjeri su: p-nitranilin → salicilna kiselina, nje. Beizengelb 3R, C.I. 14030; 2-amino-4-nitrofenol 2,4-diaminobenzensulfonska kiselina, njem. Saureanthracenbraun RH ex., C.I. 13250; antranilna kiselina → R-kiselina, njem. Saurealizarinrot B, C.I. 16105).

## Primjeri sudan bojila
| Naziv Indeks boje - opis                        | Boja | Kemijska građa |
| ----------------------------------------------- | ---- | -------------- |
| Sudan I Organski topiva žuta 14                 |      | Sudan I        |
| Sudan II Organski topiva narančasta 7           |      | Sudan II       |
| Sudan III Organski topiva crvena 23             |      | Sudan III      |
| Sudan IV Organski topiva crvena 24              |      | Sudan IV       |
| Sudan plava II Organski topiva plava 35         |      | Sudanblau II   |
| Sudan žuta G Organski topiva žuta 16            |      | Sudangelb G    |
| Sudan narančasta G Organski topiva narančasta 1 |      | Sudanorange G  |
| Sudan crvena B Organski topiva crvena 25        |      | Sudanrot B     |
| Sudan crvena G Organski topiva crvena 1         |      | Sudanrot G     |
| Sudan crvena 7B Organski topiva crvena 19       |      | Sudanrot 7B    |
| Sudan crna B Organski topiva crna 3             |      | Sudanschwarz B |